# 波希米亞的安妮
波希米亞的安妮（英語：Anne of Bohemia，1366年5月11日—1394年6月7日），英格蘭王后，神聖羅馬皇帝查理四世的女兒。
1382年，安妮與英格蘭國王理查二世結婚，兩人沒有子女。安妮於1394年去世，年僅28歲。